# Гомес, Ана София
Ана София Гомес Поррас (исп. Ana Sofía Gómez Porras; род. 24 ноября 1995, Гватемала) — гватемальская гимнастка, чемпионка Панамериканских игр 2011 года в упражнениях на бревне.

## Биография
Начала заниматься гимнастикой в раннем возрасте. Записалась в спортивную секцию по рекомендации матери. Дебютировала на турнире в городе Уэуэтенанго в возрасте семи лет. Талант девочки был замечен многими специалистами, и в 2005 году Ана София начала тренироваться под руководством румынской семьи гимнастов Бобок (Елена и Габриэль), которые год тому назад приехали в Гватемалу.
4 июля 2007 года в Гватемале состоялась 112-я сессия МОК, в рамках которой прошли выборы города-хозяина Зимних Олимпийских игр 2014 года. Именно Ана София Гомес, которой тогда было 11 полных лет, по окончании голосования вручила Жаку Рогге конверт с именем города-победителя.
В 2010 году Ана София дебютировала на Летних Юношеских Олимпийских играх в Сингапуре, заняв 5-е место в многоборье и 4-е в выступлениях на бревне На Панамериканских играх 2011 года в Гвадалахаре она завоевала свою первую награду, став чемпионкой игр в выступлениях на бревне и серебряным призёром в абсолютном первенстве. Дебют на чемпионате мира состоялся в том же 2011 году: Гомес заняла 50-е место в квалификации к соревнованиям по многоборью. Для попадания на Олимпийские игры Ане пришлось пройти дополнительную квалификацию в январе 2012 года.
В 2012 году Ана София приняла участие в Олимпийских играх в Лондоне. Предварительно перед играми она приняла участие в тренировках в США и Румынии совместно с гимнастками из этих национальных сборных. На квалификационном этапе в Лондоне уже в рамках самих игр она набрала 56.132 баллов и заняла место в 6-й десятке, что позволило ей пройти в финал. В самом финале она заняла 22-е место, показав свой лучший результат в опорном прыжке (14.633 балла).
В 2016 году на параде наций Олимпиады в Рио-де-Жанейро Ана София Гомес стала знаменосцем сборной Гватемалы.